# Psykodramaterapi
Psykodramaterapi är en form av terapi där man inte bara använder det talade ordet. Kroppen, andningen, parövningar, rösten och rollspel kan förekomma.
Psykodramaterapi är ett sätt att komma förbi den språkliga världens begränsningar och hamna rätt in i den känsla som berörs, och nå orden för att uttrycka det som upplevs, bearbetas.
Jacob Moreno utvecklade en psykodramaterapi.